# Борохович Михайло Андрійович
Миха́йло Андрі́йович Борохо́вич (1905 , Сорочинці, Полтавська губернія  — 21 грудня 1950 ) — український радянський діяч, 1-й секретар Зборівського районного комітету КП(б)У Тернопільської області, секретар Тернопільського обласного комітету КП(б)У з кадрів. Депутат Верховної Ради УРСР 1-го та [Депутати ВР УРСР 2-го скликання|2-го]] скликань (з 1940 року).

## Біографія
Народився 1905 року в багатодітній бідній селянській родині в селі Великі Сорочинці, тепер Миргородського району Полтавської області. З юних років наймитував у поміщиків та заможних селян. Потім працював у господарстві батька.
У 1920–1921 роках — боєць «загону особливого призначення по боротьбі із бандитизмом». У 1921 році воював проти військ отамана Махна на Полтавщині. У 1921 році вступив до комсомолу.
У 1922–1924 роках — секретар волосного комсомольського осередку на Полтавщині. З 1924 року навчався на робітничому факультеті у Харкові, після закінчення якого вступив до Харківського інституту народної освіти.
Член ВКП(б) з 1929 року.
У 1931 році закінчив Харківський інститут народної освіти. У 1931–1933 роках — завідувач робітничого факультету при Харківському інституті народної освіти. 
У 1933 року був направлений партією проводити колективізацію в українське село, де працював партійним організатором.
У 1933–1934 роках — заступник декана історичного факультету Харківського державного університету.
У 1934–1939 роках — заступник начальника політичного відділу, начальник політичного відділу зернорадгоспу імені 20-річчя Жовтня Борівського району Харківської області. 
У 1939 році — 1-й секретар Борівського районного комітету КП(б)У Харківської області.
Після захоплення Західної України радянськими військами, у вересні 1939 року направлений на роботу головою тимчасового управління Зборівського повіту Тернопільського воєводства, звідки був обраний депутатом Народних Зборів Західної України.
У лютому 1940 — травні 1941 року — 1-й секретар Зборівського районного комітету КП(б)У Тернопільської області.
14 травня — липень 1941 року — секретар Тернопільського обласного комітету КП(б)У з транспорту.
З липня 1941 року — в Червоній армії на політичній роботі, учасник німецько-радянської війни. Служив військовим комісаром Санітарного управління Південно-Західного фронту, з вересня 1943 року — заступником начальника політичного відділу 6-ї гвардійської стрілецької дивізії 27-го стрілецького корпусу 13-ї армії Донського, Сталінградського, Центрального, 1-го Українського фронтів.
У березні (затверджений в червні) — жовтні 1946 року — заступник секретаря Тернопільського обласного комітету КП(б)У з транспорту — завідувач транспортного відділу Тернопільського обласного комітету КП(б)У.
У жовтні (затверджений в листопаді) 1946 — 21 грудня 1950 року — секретар Тернопільського обласного комітету КП(б)У з кадрів.
Помер 21 грудня 1950 року.

## Звання
- старший батальйонний комісар
- гвардії майор
- гвардії підполковник

## Нагороди
- орден «Знак Пошани» (23.01.1948)
- орден Червоного Прапора (28.08.1944)
- орден Вітчизняної війни 2-го ст. (25.03.1943)
- два ордени Вітчизняної війни 1-го ст. (21.03.1945, 15.06.1945)
- орден Червоної Зірки (27.03.1942)
- медаль «За оборону Сталінграда» (1943)
- медаль «За перемогу над Німеччиною у Великій Вітчизняній війні 1941–1945 років»
- медалі